# Cerros de Mavecure
Die Cerros de Mavecure sind drei kuppelförmige Berge, die steil in einer ansonsten flachen Landschaft im Departamento Guainía im Osten Kolumbiens aufragen. Sie liegen etwa 50 km südlich der Stadt Inírida am gleichnamigen Fluss Inírida. Das Gebiet ist nur über den Fluss erreichbar. Geologisch gesehen ist das Gebiet Teil des Guayana-Schildes, eines präkambrischen Grundgesteinsschildes. Die hier vorkommenden Gesteine werden als deformierte, porphyritische, magmatische Gesteine beschrieben.